# Gabriël Metsu
Gabriël Metsu (janeiro de 1629 - sepultado em 24 de outubro de 1667) foi um pintor holandês de pinturas históricas, pinturas de gênero e retratos. Apesar de ter sido um dos expoentes da arte holandesa, apenas 14 de seus 133 trabalhos são datados. Gabriël foi "um artista extremamente eclético, que não adotou um estilo consistente, uma técnica ou um tema por longos períodos". 

## Vida
Gabriël foi filho de Jacques Metsu (1588 - Março de 1629), também pintor e confeccionista de tapetes, e era originário de Hainault. Como seu pai viveu muito tempo em Leiden, Metsu acabou por nascer por lá. Sua mãe era Jacomijntje Garniers (1590 – Setembro de 1651), viúva, mãe de três filhos, uma parteira com poucas condições financeiras, que casou-se novamente com um capitão após a morte de Jacques. Não há registros de onde Gabriël foi batizado, mas supõe-se que foi em uma igreja católica escondida, cujos registrados muito provavelmente foram apagados. Metsu cresceu em Lange Mare, com o suporte de seu padrasto. 
Gabriël foi registrado como membro da guilda - associação, de pintores de Leiden em 1648, sendo um dos primeiros membros da mesma. Ele abandonou a organização em 1650. Há indícios de que Metsu foi treinado em Utrecht pelos pintores Jan Weenix e Nicolaus Knüpfer, ambos católicos. 
Metsu se mudou para Amsterdã em meados de 1655, onde viveu perto de uma cervejaria, em um beco em Prinsengracht. Após se envolver em uma briga com um vizinho, em 1657, Gabriël se mudou para uma casa perto de um dos canais da cidade, onde havia uma feira de vegetais diária. Em 1658 ele se casou com a filha da pintora Maria de Grebber, Isabella de Wolff. 
Gabriël Metsu treinou Michiel van Musscher e Joost van Geel, outros dois pintores nascidos na Holanda. Ele morreu aos 38 anos e foi enterrado no Nieuwe Kerk.  No momento de seu enterro, três toques foram tocados, um hábito que ocorria com os católicos holandeses naquela época. Sua viúva, Isabella de Wolff, partiu para Enkhuizen, para morar com a mãe. Ela morreu em 1718 e foi enterrada no Zuiderkerk.

## Estilo e trabalhos
Segundo Arnold Houbraken, Metsu pintou frequentemente mulheres jovens vendendo ou comprando frutas, legumes, peixes, aves ou carnes em mercados.  Houbraken termina a biografia com o comentário de que Metsu era "de reputação impecável", mas Houbraken pode ter sido irônico. Muitas vezes, o sujeito de uma pintura de Metsu baseia-se em livros de emblema. Isso pode dar a pintura um duplo significado, como em The Poultry seller (O vendedor de aves) de 1662, mostrando um velho oferecendo um galo a uma jovem em uma simbólica pose que é baseada em uma gravura erótica de Gillis van Breen (1595-1622), com a mesma cena.